# Pueblo (architecture)
Pour les articles homonymes, voir Pueblo.

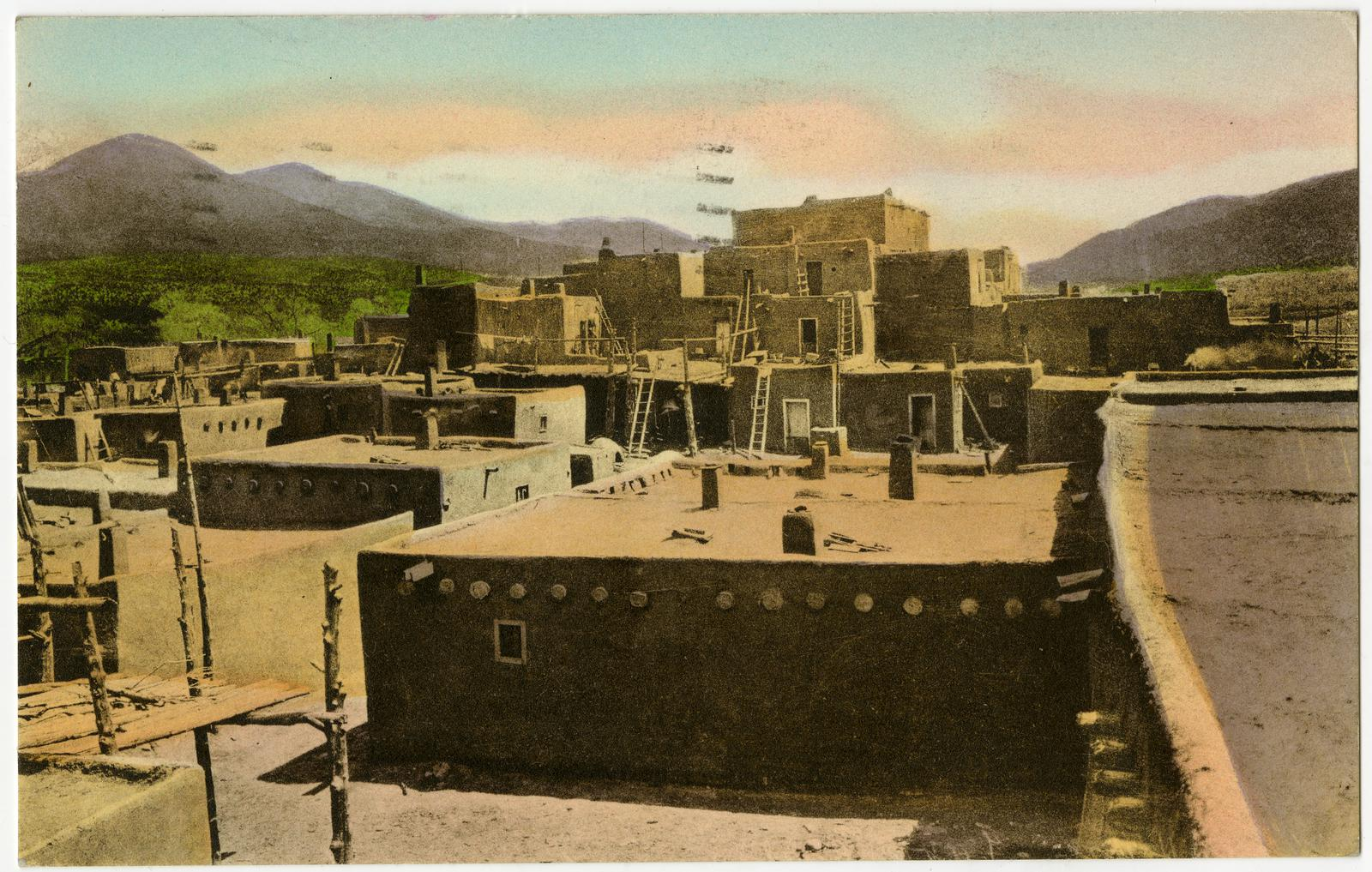
Carte postale montrant un pueblo dans les années 1920.

Le terme pueblo désigne les établissements et les tribus amérindiennes du peuple pueblo dans le Sud-Ouest des États-Unis, actuellement au Nouveau-Mexique, en Arizona et au Texas. Les communautés permanentes, dont certaines comptent parmi les plus anciennes colonies continuellement occupées aux États-Unis, sont appelées pueblos (en minuscules).
Les explorateurs espagnols du nord de la Nouvelle-Espagne ont utilisé le terme pueblo pour désigner les villes indigènes permanentes qu'ils ont trouvées dans la région, principalement au Nouveau-Mexique et dans certaines parties de l'Arizona, dans l'ancienne province de Nouveau-Mexique. Ce terme continue à être utilisé pour décrire les communautés logées dans des structures d'appartements construites en pierre, en adobe et autres matériaux locaux. Les structures étaient généralement des bâtiments à plusieurs étages entourant une place ouverte, dont les pièces n'étaient accessibles que par des échelles montées et descendues par les habitants, ce qui les protégeait des effractions et des invités indésirables. Les plus grands pueblos étaient occupés par des centaines, voire des milliers de Pueblos.
Plusieurs tribus reconnues par le gouvernement fédéral ont traditionnellement résidé dans des pueblos de ce type. Plus tard, l'architecture pueblo deco et l'architecture moderne pueblo revival, qui mélangent des éléments de la conception traditionnelle pueblo et hispano, ont continué à être un style architectural populaire au Nouveau-Mexique. Le terme fait désormais partie du nom propre de certains sites historiques, comme le Pueblo of Acoma.

## Étymologie et usage
Le mot pueblo est le mot en espagnol qui signifie à la fois « ville » ou « village » et « peuple ». Il vient de la racine latine populus qui signifie « peuple ». Les colons espagnols ont appliqué le terme à leurs propres colonies, mais uniquement aux colonies amérindiennes ayant des emplacements fixes et des bâtiments permanents. Les colonies amérindiennes moins permanentes (comme celles que l'on trouve en Californie) étaient souvent appelées rancherías, mais le plus ancien quartier de Los Angeles était connu sous le nom de El Pueblo de Nuestra Señorala Reina de los Ángeles del Rio de Porciúncula ou El Pueblo de Los Angeles en abrégé,.

## Source
- (en) Cet article est partiellement ou en totalité issu de l’article de Wikipédia en anglais intitulé « Pueblo » (voir la liste des auteurs).